# Lindneromyia africana
Lindneromyia africana är en tvåvingeart som beskrevs av Kessel 1965. Lindneromyia africana ingår i släktet Lindneromyia och familjen svampflugor.
Artens utbredningsområde är Tanzania. Inga underarter finns listade i Catalogue of Life.